# کفش بلا
کفش بلّا  Bella در دی‌ماه ۱۳۴۱ به‌وسیله برادران عمیدحضور که سابقه سی‌ساله در تجارت کفش داشتند، تأسیس شد و در تاریخ ۲۹ مرداد ۴۲ مورد بهره‌برداری قرار گرفت. موسسات این شرکت در ۲۲ کیلومتری راه تهران به کرج در یک محدوده ۶۰ هزار متری واقع شده‌است. محصول این موسسات انواع کفش‌های چرمی و کتانی و چکمه‌های پلاستیکی و لاستیکی مردانه و زنانه و بچگانه است.

## تاریخچه
حسن عمیدحضور (۱۳۲۷–۱۲۸۱)، اهل کاشان بود. دوساله بود که پدرش را از دست داد. کاشان در این دوره یکی از ناامن‌ترین شهرهای ایران بود و با فقر شدیدی نیز مواجه بود. احتمالاً در ۱۲سالگی، مادرش را متقاعد کرد که در جست‌وجوی موقعیت تازه کسب و کار، روابط محدود محلی را رها کند و به تهران بیایند. او به اتفاق دو برادر، خواهر و مادرش به تهران آمد.
حسن فروشندگی را از  دوره‌گردی آغاز کرد. در سال ۱۳۰۰، یک مغازه زیرپله خریداری و به تدریج سعی کرد با تلاش و کوشش و سختکوشی فعالیت خود را توسعه بخشد. در نزدیک مغازه‌اش، جوان دیگری نیز حجره داشت. حاج جلال سادات تهرانی که بعدها از صنعتگران برتر عرصه نساجی در کشور شد، به فروش کفش و گالش مشغول بود؛ و این دو مرد جوان، بعدها، یکی از پسران عمیدحضور، با یکی از دختران سادات تهرانی ازدواج کرد.
حاج حسن در سال ۱۳۰۵، با دختر یکی از خویشاوندان دور از خانواده‌ای متوسط به نام ربابه، دختر حاج رضا احمد، صاحب یک آجرپزی کوچک، ازدواج کرد. حاصل این ازدواج پنج پسر به نام‌های امیر، منصور، هاشم، محسن و اسماعیل بود.
حاج حسن در سال ۱۳۲۷، در نیمه راه زندگی، و آغاز موفقیت تجاری، شبی که به خانه بازمی‌گشت، احساس بیماری کرد. پسر کوچکش اسماعیل، در آن زمان دوساله بود. حاج حسن به مدت هشت ماه در خانه بستری بود. یک شب سرد زمستانی، فرزندانش را به دور خود جمع کرد و آنها را وصیت کرد و از دومین پسرش منصور، خواست مدرسه را ترک کند و به بازار به کمک برادرش برود. او، طلوع روز بعد را ندید. پسر بزرگش امیر را وصی خود قرار داده بود و فروش اموال را تا پیش از آنکه اسماعیل، کوچک‌ترین فرزندش، به سن قانونی برسد، ممنوع کرده بود. حاج حسن اجازه نداده بود تا قبل از رسیدن پسرانش به سن قانونی، اموالش را تقسیم کنند. او همچنین، سهمی مساوی سهم هر یک از فرزندانش برای همسرش به ارث گذاشته بود و همین امر موجب شد همسرش تا پایان عمر، مدیریت خاندان عمیدحضور را بر عهده داشته باشد.
تا دهه ۵۰ خانواده تنها در بخش عمده‌فروشی کفش فعالیت می‌کرد ولی در صدد تغییر شیوه تجارت خود بود. در آن زمان شرکت تازه‌تاسیس «کفش ملی» به مدیریت رحیم ایروانی، تامین‌کننده اصلی کفش ایران بود. ایروانی، در یک سفر تجاری، با هاشم عمید حضور ملاقات کرده بود و از تصمیماتش برای گسترش کارخانه و مکانیزه کردن آن با هاشم سخن گفته بود. در آن سال‌ها، حکومت، برای رشد اقتصاد کشور از بخش خصوصی حمایت می‌کرد. هاشم در نامه‌ای طولانی به برادرانش، جزییات برنامه‌های ایروانی را شرح داد و فهرستی بلندبالا از ماشین‌آلات خریداری شده توسط ایروانی را برای آنان فرستاد و توصیه کرد جهت ورود به حوزه صنعت، باید از حمایت‌های سخاوتمندانه دولت استفاده کرد. به این ترتیب اندکی بعد، برادران عمیدحضور زمین نسبتاً وسیعی را در حوالی تهران خریداری کردند و کفش بلّا متولد شد.

## شروع به کار
کفش بلّا در سال ۱۳۴۱ توسط نهاپت مرادیانس و همسرش، نوارت طومانیانس روبن‌پور و سه فرزندش، استپان، ایزابل و ریدا، با سرمایه سه میلیون ریال به ثبت رسید. چند ماه بعد، امیر و منصور عمید حضور شرکت بلّا را که هنوز وارد مرحله تولید نشده بود، خریداری کردند.
منصور عمیدحضور که معتقد بود رونق یا سودآوری در تولید است نه توزیع، برای همین شرکت جم را در سال ۴۲ ثبت کرد. «شرکت و کارخانجات لاستیک و کفش‌سازی جم» اولین شرکت صنعتی خانواده عمیدحضور است.
یکی از برادران عمیدحضور، نقش گروه بلّا در پیشبرد صنعت مدرن ایران را این‌گونه شرح می‌دهد: ما در برابر انحصار تولید کفش که در دستان ایروانی و کفش ملی بود، ایستادیم و نه‌تنها به فکر رونق کسب و کار خویش بودیم، به حقوق مشتری نیز احترام می‌گذاشتیم. این مبارزه، در ابتدا، مبارزه‌ای سخت و دشوار بود، چراکه ایروانی شبکه گسترده‌ای از سیاستمداران، بانکداران و تکنوکرات‌ها را به حامیان خود بدل کرده بود و به شدت در مقابل هر رقیب نوپایی مقاومت می‌کرد.
هاشم عمید حضور در سال ۱۳۴۳، بدون گذراندن پایان‌نامه پیش از به پایان رساندن دوره فوق‌لیسانس، به ایران سفر کرد و به خواست مادر و برادر بزرگ‌تر در ایران ماند و در وزارت اقتصاد و دارایی مشغول به کار شد. او پس از استخدام، مدت پنج سال در بخش کارشناسی روابط ایران و اروپای شرقی وزارت اقتصاد به عنوان معاون محمد یگانه فعالیت کرد. او به عنوان کارشناس و مدیر میانی در اکثر مذاکرات و انعقاد همکاری‌های فنی، اقتصادی و بازرگانی با اروپای شرقی و شوروی مشارکت داشت.
تجارت گروه بلّا، در اوایل دهه ۱۳۵۰، با بازگشت اسماعیل عمید حضور رونق بسیار گرفت. او در سال ۱۳۵۱، دکترای اقتصاد خود را از دانشگاه کلرمونت کالیفرنیا دریافت کرد و پایان‌نامه‌اش را در اقتصاد نفت نوشت و مدتی نیز در صندوق بین‌المللی پول، کار کرد. در سال ۱۳۵۱، با دعوت جمشید آموزگار وزیر دارایی و مسوول تیم مذاکرات نفتی، به عنوان مشاور نفتی به ایران بازگشت. هاشم و اسماعیل با وجود کار در بخش دولتی، به برادران خود در گروه صنعتی بلّا، کمک فکری می‌کردند. هاشم در سال ۱۳۵۶، به اصرار برادرانش از کار دولتی کناره گرفت، به گروه بلّا پیوست و تمام حواس خود را بر رونق تجارت خانوادگی متمرکز کرد. او نقش مؤثری در توسعه فعالیت گروه بلّا و خصوصاً کارخانه جم پیش از انقلاب داشت.

تبلیغ کفش فوتبال

## شبکه فروش
گروه صنعتی بلّا رشد کرد و در میانه دهه ۵۰، علاوه بر کفش، چرم، کارتن و جوراب نیز تولید می‌کرد و حتی برای فروش کالاهای خود در شبکه‌های ارتباطی، در حدود سال ۱۳۵۲، از کامپیوتر استفاده می‌کردند.
محصولات گروه بلّا، انواع کفش‌های پلاستیکی، لاستیکی، گالش، پوتین، ورزشی، دمپایی، کفش تنیس مردانه و… بود. یکی از محصولات بلّا، در آغاز، کتانی تخت پلاستیکی بود. پس از چند سال از مواد PVC برای تولید کفش استفاده کردند؛ چون سبک و راحت بود. آنان در شش سال اول، فروشگاه پخش نداشتند، تا اینکه در خرداد ۱۳۴۷ در سرچشمه و بعدها در چهارراه گلوبندک، فروشگاه کفش بلّا به بهره‌برداری رسید. فعالیت‌های اداری و بخشی از توزیع کفش را در این پاساژ انجام می‌دادند. شرکت بلّا، بخشی از تولید را به صورت انحصاری به بنکدارها می‌فروخت و مقداری از آن را خودش در بازار تهران و شهرستان‌ها پخش می‌کرد. به تدریج از سال ۱۳۴۹ فروشگاه‌ها در سطح تهران و شهرستان‌ها گسترش یافت. پس از آن همچنین قسمت بنکداری و عمده‌فروشی به توزیع کفش می‌پرداخت. گروه بلّا در سال ۱۳۵۷، دومین شرکت بزرگ تولید انواع کفش ماشینی، دارای ۱۸۹ نمایندگی فروش در سطح کشور بود. ۵۹ فروشگاه در تهران و ۱۳۰ فروشگاه در شهرستان‌ها، به توزیع کفش می‌پرداختند. نواحی استانی به ۹ منطقه تقسیم شده بود. در هر منطقه، یک فروشگاه مرکزی بود که محصولات را بین فروشگاه‌های زیرمجموعه خود پخش می‌کرد. مالکیت و مدیریت به سه شکل زیر طراحی شده بود.
۱- فروشگاه‌های شرکتی: این فروشگاه‌ها، متعلق به شرکت بود و پرسنل آن کارمندان گروه محسوب می‌شدند. فروشنده‌ها تا سه درصد پورسانت می‌گرفتند که ۶۵ درصد از این مبلغ، سهم مسوول فروشگاه و ۳۵ درصد سهم فروشنده بود. از مجموع این فروشگاه‌ها، ۱۱۵تای آنها شرکتی بودند.
۲- فروشگاه‌های درصدی: این فروشگاه‌ها شخصی بودند، ولی پرسنل آن کارمندان شرکت بودند. مالکان فروشگاه، ۹ درصد پورسانت دریافت می‌کردند. از میان این فروشگاه‌ها، شش فروشگاه شخصی بودند.
۳- فروشگاه‌های حق‌العمل کاری: این فروشگاه‌ها نیز شخصی بودند. پرسنل آن، غیرشرکتی و فروشنده تا ۲۰ درصد پورسانت می‌گرفت. ۶۸ تا از این فروشگاه‌ها، حق‌العمل کاری بودند.
با گسترش تولید و بهبود کیفیت، از طریق معاملات پایاپای، در اوایل دهه ۵۰، بخش اندکی از محصولات کارخانه‌های کفش ماشینی از جمله شرکت بلّا به اروپای شرقی، شوروی، افغانستان و کشورهای عربی حاشیه خلیج فارس صادر شد.

## گروه صنعتی بلّا
موسسات گروه، شامل شرکت تولیدی و صنعتی بلّا، تولیدکننده انواع کفش پلاستیکی و چرمی (تأسیس ۱۳۴۱)، شرکت جم، تولیدکننده انواع کفش لاستیکی (تأسیس ۱۳۴۸)، پخش جمشید، اداره فروشگاه‌ها (تأسیس ۱۳۴۹)، شرکت مهپوش، تولیدکننده انواع کفش چرمی (تأسیس ۱۳۵۱)، شرکت بلّا انواع کفش (تأسیس ۱۳۵۴)، ایران و فرانسه، جوراب گیلان (تأسیس ۱۳۵۰)، مرکز دیتا سنتر (تأسیس ۱۳۵۳)، شرکت‌مدار بودند. از دیگر فعالیت‌های این خانواده، شرکت کارتن کار، چرم زوک (در سال‌های ۱۳۵۳ تا ۱۳۵۶)، و بانک داریوش (در سال ۱۳۵۳) بود. آنان در زمینه سرمایه‌گذاری، کامپیوتر، توزیع و تولید کفش چرمی، کتانی، چکمه، پوتین، چرم و جوراب (خصوصاً در فاصله سال‌های ۱۳۵۲ تا ۱۳۵۵) مشارکت داشتند. گروه بلّا طی ۱۵ سال، فعالیتش را گسترش داد. این موسسات، بیش از ۲۵۰۰ پرسنل داشت. به نظر می‌رسد گسترش قابل توجه فعالیت شرکت‌ها در پنج سال آخر، به علت افزایش درآمدهای نفتی اتفاق افتاد. همین نکته پاشنه آشیل برخی از شرکت‌های گروه، در ارتباط با برخی از بانک‌ها شد. به نظر می‌رسد گروه از نظر توانایی در صنعت کفش و گسترش فعالیت بعد از کفش ملی، قرار داشت. گاهی اوقات گروه بلّا از برخی محصولات کفش ملی تقلید می‌کرد.
در سال ۱۳۵۲، برخی تجار مذهبی نظیر کاظمی، توسلی، رفیق‌دوست، علیزاده، اسماعیل‌کارور و خانواده عمیدحضور در قم، کارخانه کارتن کار را به منظور تهیه انواع کارتن بسته‌بندی، تأسیس کردند. در تیر ۱۳۵۵، سهامداران شرکت با ریاست هاشم و اسماعیل عمیدحضور و اسماعیل کارور (مدیرعامل شرکت در سال‌های ۱۳۵۲ تا ۱۳۵۷)، افزایش سرمایه شرکت را به ۲۸۰ میلیون ریال، پیشنهاد کردند، تا زیان‌های گذشته جبران و امکان پیشرفت آینده و تحصیل تنخواه‌گردان فراهم شود. در اواسط دهه ۵۰، گروه صنعتی بلّا، صاحب ۴۲۵۳۲ سهم از ۵۰ هزار سهام شرکت کارتن کار بود. این افزایش سرمایه، در سال ۱۳۶۶ موجب شد سهامداران سابق شرکت، علیه عمیدحضور شکایت کنند؛ مبنی بر اینکه افزایش صوری سرمایه از ۲۲۰ میلیون ریال به ۵۰۰ میلیون ریال در غیاب و بدون اجازه سایر سهامداران بوده‌است. بعد از این ادعا، مبلغ افزایش سرمایه به صاحبان سهام مسترد شد. سرانجام پس از حدود هشت سال، در سال ۱۳۷۳، شعبه یک دادگاه حقوقی، حکم کرد که برخلاف ادعای شاکیان، افزایش سرمایه شرکت در سال ۱۳۵۵، با اجازه اکثریت صاحبان سهام صورت گرفته و جعل و تزویری در افزایش سرمایه شرکت رخ نداده‌است.
شرکت کارتن‌کار، در سال ۱۳۵۴ حدود ۲۰۰ پرسنل داشت، یک مهندس، ۱۸ کارمند و ۱۸۰ کارگر در آن مشغول به کار بودند.

## امور رفاهی در کفش بلّا
سیاست‌های رفاهی با استفاده از تجربه بازار بود. اگر کسی بیشتر تلاش می‌کرد، مدیرعامل از تنخواه به او پاداش می‌داد. گاهی وامی به یک کارگر نیازمند می‌داد، یا بازپرداخت آن را می‌بخشید. برای ازدواج خانواده‌های نیازمند و جهیزیه آنها یا در ایام عید مواد غذایی مانند برنج و روغن و خاکه‌زغال در زمستان بین کارگران توزیع می‌شد.
برادران عمیدحضور، در مواقعی همچون ازدواج، بیماری، یا خرید خانه پرسنل، حمایت‌هایی پدرانه از آنان می‌کردند. گسترش فعالیت شرکت‌ها، پرسنل و توسعه فعالیت صنعتی، موجب شد گروه بلّا از اوایل سال ۱۳۵۲، از برخی افراد برجسته دانشگاهی برای سازماندهی مدیریتی، دعوت به کار کرد. آنها شروع به تغییراتی در الگوی اداره شرکت‌ها کردند، اما مدیریت جدید به دلیل فرصت اندک و فشار بدهی‌ها، موفقیتی به دست نیاورد.
پرسنل دفتر تجاری، در چندین سال اول اشتغال، بیمه نشده بودند، از این رو در موقع بیماری، بخشی از هزینه درمان آنها را می‌پرداخت. به مدت چندین سال در دفتر تجاری، برای اضافه کار، پولی پرداخت نمی‌شد؛ برای همین در مواقع مشکلات، به آنها کمک می‌کرد. پرسنل کارخانه، زودتر از کارکنان دفاتر تجاری بیمه شدند. در چند سال اول برای کارگران، سرویس رفت و آمد وجود نداشت و کارگران با کامیون‌های باربری جابه‌جا می‌شدند. پس از مدتی، کارخانه برای کارگران مناطق اسلامشهر و شهرری سرویس گذاشت. در اوایل دهه ۱۳۵۰، کارخانه‌های کفش بلّا، به دلیل افزایش تقاضا، توسعه بازار و گسترش فروشگاه‌هایش در سه شیفت کار می‌کرد. به نظر می‌رسد تا اواخر سال ۱۳۵۴، ایده توسعه فعالیت در آنها وجود داشت؛ به همین دلیل برای توسعه کارخانه‌ها و متمرکز کردن کلیه واحدهای صنعتی که در اطراف تهران، گیلان و قم قرار داشتند، حدود ۱۰۰ هکتار زمین، در اطراف ساوه خریداری کردند.

## افول بلّا
مدیریت گروه بلّا، تا اوایل سال ۵۰، به صورت سنتی بود. تحصیلات امیر و محسن در حد سوم ابتدایی و کلاس هشتم و تحصیلات منصور و کریم در حد دیپلم بود. آنان فاقد آموزش مدیریتی صنعتی مدرن بودند. همین ویژگی باعث شد تعدادی از کارکنان گروه بلّا با وجود نزدیکی به امیر و منصور، و سال‌ها کار در مجموعه، در اعتراض به نظام پرداخت دستمزد، شرکت را رها کنند و بار دیگر با اصرار برادران عمیدحضور بر سرکار برگردند.
تعدادی از شرکت‌های گروه بلّا، ناتوان در پرداخت بدهی بودند. در فضایی که دیدگاه‌های مختلف درون خانواده برای چگونگی مواجهه با بدهی به وحدت نرسیدند، پیشنهادهای مختلفی مانند فروش برخی از واحدهای صنعتی، فروش تعدادی از فروشگاه‌ها و تقسیم سایر واحدها بین برادران طرح شد. اما بر سر این آرا، به توافق نرسیدند. سرانجام مدیریت دوساله تمام واحدها تحت مدیریت بانک ملی قرار گرفت. این امر همراه با وقوع انقلاب، سبب شد امیر تصمیم به انتقال فعالیت به کالیفرنیای آمریکا بگیرد. خانواده‌ای که کار خود را با محرومیت و فقر در بازار تهران شروع کرده بود و فرزندانش توانسته بودند دومین شرکت زنجیره‌ای توزیع کفش را مدیریت کنند، پس از قریب به ۳۰ سال، به دلایل استفاده از اعتبارات کوتاه‌مدت برای فعالیت صنعتی، آتش‌سوزی انبار کارخانه در سال ۱۳۵۶ و ناتوانی کوتاه‌مدت در عرضه کفش بلّا و جم، دچار مشکل در بازپرداخت بدهی شدند. از اواسط سال ۱۳۵۶، به دلیل کمبود نقدینگی تعدادی از کارخانه‌های کفش تحت فشار قرار داشتند. در همین دوره، تنش‌هایی بین برادران در مورد نحوه تخصیص منابع گزارش شده‌است. این تنش‌ها گاهی در نحوه رفتار با کارکنان دفتری هم تأثیر می‌گذاشت و آنان نیز مورد شماتت یا توهین قرار می‌گرفتند.
گروه صنعتی بلّا، در سوم اردیبهشت ۱۳۵۷ در پرداخت وام ۷۰۰ میلیون تومانی برای کلیه شرکت‌ها همچنین بدهی بیمه‌ای کارکنان و پرداخت مالیات ناتوان شد. هشت بانک شامل دو طلبکار بزرگ، بانک ملی و بانک توسعه صنعتی، و شش بانک کوچک‌تر طلبکار بودند. از این رو بلّا تحت نظارت و مدیریت بانک‌ها قرار گرفت. مقامات وزارت صنایع و فعالان صنعتی پیشنهاد کردند که شرکت امنای صنعتی عمید با مدیرعاملی بیژن امیرشاهی و عضویت اسماعیل عمیدحضور در هیئت مدیره، تأسیس شود تا برای بازپرداخت دوساله بدهی اقدام کنند. در همین زمان، طبق ارزیابی بانک، دارایی شرکت، کمی بیش از بدهی آن بود. روایت متفاوتی از ارزش دارایی‌های گروه در آن زمان وجود داشت. بانک‌های مذکور، همزمان با استمهال دوساله وام، مقداری نقدینگی برای گردش امور به شرکت امنای صنعتی عمید دادند. صاحبان شرکت بلّا، عامل ناتوانی خود در بازپرداخت وام را کمبود نقدینگی و فقدان وام‌های درازمدت صنعتی می‌دانستند. بنا بر تصمیم هیئت امنا، هرگونه امضای اسناد مالی باید از سوی مدیر منصوب بانک، تأیید می‌شد. در این دوره، دکتر اسماعیل عمیدحضور، نقش قابل توجهی در همکاری با مدیریت بانک برای حل بدهی‌ها ایفا کرد؛ اما پس از چند ماه، وقوع انقلاب آن تلاش‌ها را ناکام گذاشت. در مورد ناتوانی شرکت در بازپرداخت بدهی‌ها، دو روایت متفاوت وجود دارد. یک روایت بر نحوه استفاده از اعتبارات کوتاه‌مدت و نقش آن تأکید می‌کند و روایت ضعیف بر تصمیم امیر در سرمایه‌گذاری در خارج از کشور را عامل ناتوانی در پرداخت بدهی می‌داند. شاید تصمیم حکومت بر واگذاری ۴۹ درصد سهام به کارگران و مردم، سیاست قیمت‌گذاری بر روی کالاها و اقدام حکومت پهلوی در دستگیری برخی از فعالان اقتصادی از سال ۱۳۵۴ به بعد، نقش مؤثری در اتخاذ خروج فعالان اقتصادی داشته باشد.
مشکلاتی قبل از کنترل بانک‌ها، در برخی شرکت‌ها پدید آمد. این مسئله سبب بروز برخی سوءتفاهم‌ها در میان برادران، پیش از شکل‌گیری هیئت امنا شد. به امیر اتهام خروج چند میلیون‌دلاری ارز از کشور را زدند؛ در حالی که مشخص نیست این خروج ارز در چه زمانی صورت گرفته‌است؛ زیرا تا تابستان ۱۳۵۷، هنوز خروج ارز، غیرقانونی نبود. به نظر می‌رسد پیش از اینکه انقلاب، فراگیر شود، امیر در محلی که سه پسرش مشغول تحصیل بودند، منزلی برای اقامت خود و فرزندانش خرید. اسماعیل که تحصیل‌کرده اقتصاد بود؛ قبل از کنترل بانک ملی، ناکامی گروه را پیش‌بینی می‌کرد. به نظر او الگوی مدیریت سنتی و تکیه بیش از حد بر منابع بانکی کوتاه‌مدت، دلیل این ناکامی است.
مجموعه تولیدی بلّا، مهپوش، جم، چرم زوک و جوراب گیلان، از دهه ۷۰ به بعد، با زیان گسترده و ناتوانی در رقابت مواجه شدند و بر اثر مدیریت دولتی و شبه‌دولتی، به تدریج به تعطیلی گراییدند. شرکت کارتن‌کار و تعدادی از شرکت‌های چرمی هم، اکنون گرفتار زیان انباشته یا در حال تعطیلی هستند و هنوز بخش قابل توجهی از فروشگاه‌های آن، فعال هستند و به فروش کفش کارخانه‌ها و کارگاه‌های دیگر می‌پردازند. در زمانی که فضای احساسی پس از انقلاب بر همه ارکان اقتصادی غالب بود و مفهومی به نام «برند» در تولید و توزیع اهمیتی نداشت، نام گروه بلّا به شرکت فخرالاسلام تغییر یافت. تقارن این حادثه با انقلاب، موجب شد امیر به همراه خانواده‌اش در دی‌ماه ۱۳۵۷ به آمریکا مهاجرت کند. امیر تا زمان مرگ به همراه پسرانش، در زمینه تجارت فرش، صنایع آب و ملک‌داری از فعالان موفق ایرانی در آمریکا به‌شمار می‌رفت. سرانجام امیر عمیدحضور پس از ۳۵ سال فعالیت تجاری صنعتی در مهرماه ۱۳۷۹، در سن ۷۲سالگی در آمریکا درگذشت. شرکت‌های تولیدی کفش بلّا، پس از کنترل دولت، همانند اکثر شرکت‌های دولتی، با زیان‌های گسترده مواجه شدند. آنهایی که به موسسات عمومی غیردولتی واگذار شدند، تا حدی توانستند به فعالیت خود ادامه دهند، اما شرکت‌هایی که در دست سازمان‌های دولتی بودند، به علت زیان گسترده، تعطیل شدند. شرکت بازرگانی مربوط به فروشگاه‌ها هم‌اکنون هم فعال است.